# Kålsenap
Kålsenap (Erucastrum gallicum) är en växtart i familjen korsblommiga växter.  